# Fibrate
Les fibrates sont une famille de molécules médicamenteuses hypolipémiantes.

## Typologie
- Gemfibrozil
- Fénofibrate
- Bézafibrate
- Ciprofibrate
- Clofibrate

## Effets
Ils agissent par l'intermédiaire du PPAR (récepteur activé par les proliférateurs de peroxysomes) de type α, récepteurs nucléaires liant naturellement les lipides et agissant comme facteur de transcription des gènes cibles impliqués notamment dans le métabolisme et l'adipogenèse.
Ils diminuent le taux de triglycérides sanguins et augmentent celui du HDL cholestérol (« bon cholestérol »).
L'efficacité sur la diminution du risque de survenue de maladies cardio-vasculaires semble être modérée, essentiellement sur les complications cardiaques et pas du tout sur les accidents vasculaires cérébraux. Ils sont moins efficaces que les statines dans ce but mais ils sont mieux tolérés. Cette diminution du risque semble être démontrée avec le gemfibrozil, mais pas avec d'autres fibrates (bézafibrate, fénofibrate,).

### Effets secondaires
Ils sont bien tolérés avec un risque faible de phlébite (ou d'embolie pulmonaire), de myopathie et de lithiase biliaire. L'association avec le gemfibrozil et les statines est déconseillée.